# 观前镇
观前镇是安徽省池州市贵池区曾经下辖的一个镇，驻地在池州城区东方20公里的观前社区，已于2007年撤销，辖区划归马衙街道办事处。

## 历史
1828年设立观前镇。民国34年（1945年）设立观前镇。1955年9月设立观前乡，为观前区区公所所在地。1958年9月，贵池县推行人民公社化运动，观前乡改为观前公社。1984年贵池县废人民公社体制，开始设区建乡体制改革，马衙公社更名为观前乡，属于观前镇。1992年贵池市撤区并乡，撤销观前乡，设立观前镇。2001年8月，新湖村、新义村合并为新湖村；观前村、新建村合并为观前居委会。2007年2月，观前镇撤销，并入马衙街道。

## 地理
观前位于贵池区（时称贵池市）中东部，总面积66.7平方千米，全境属于平原，常受洪涝灾害。
该镇属于亚热带季风气候。1996年，全镇有耕地34396亩，盛产水稻、油茶，小麦、薯类、玉米、苎麻等农作物；森林面积87993.2亩，全镇森林覆盖率30%。2000年，全镇水产养殖面积12525亩，有鲤、鲫、鲂、青鱼、草鱼等，产量达1100吨。

## 行政区划
马衙镇下辖以下地区：
观前社区、园林社区、新湖村、新龙村、小岭村、祠堂村、双丰村和双岭村。